# Leontie Izot
Leontie (născut Lavrente Terentievici Izot sau Izotov, rusă Лаврентий Терентьевич Изот sau Изотов; 23 august 1966, satul Slava Rusă, județul Tulcea) este un cleric ortodox rus de rit vechi (lipovenesc), care îndeplinește în prezent demnitatea de Arhiepiscop de Fântâna Albă și Mitropolit al tuturor credincioșilor de rit vechi din întreaga lume (cu sediul la Brăila).
A fost arhidiacon, ieromonah și arhimandrit la Mănăstirea de călugări Uspenia din Slava Rusă, județul Tulcea.
Pe 24 martie 1996 în Biserica Nașterii Maicii Domnului din fostul sat Pisc din orașul Brăila a fost hirotonit episcop de către Episcopul Leonid de Slava, Episcopul Atanasie, Episcopul Sofronie.
Pe 27 noiembrie 1996, a devenit Mitropolitul ortodox de rit vechi de Fântâna Albă, fiind hirotonisit de Episcopul Leonid de Slava împreună cu Episcopul Afanasii de Moldova,  Sofronii actualul Arhiepiscop de America, Australia și Canada și Mitropolitul de rit vechi Alimpii de Moscova și al Întregii Rusii.

## Links
- http://www.psse.ro/stuff/metropolitan/his-holiness-metropolitan-bishop-leonty-b-1966/view?set_language=en Arhivat în 22 noiembrie 2012, la Wayback Machine.
- Зори

1. ↑  Cronica Bisericească // Zorile. 1996. - № 4. - P. 3